# Wiesen (Neder-Franken)
Wiesen is een plaats in de Duitse deelstaat Beieren, en maakt deel uit van het Landkreis Aschaffenburg.
Wiesen telt 1.010 inwoners.
Alzenau in Unterfranken ·
Bessenbach ·
Blankenbach ·
Dammbach ·
Geiselbach ·
Glattbach ·
Goldbach ·
Großostheim ·
Haibach ·
Heigenbrücken ·
Heimbuchenthal ·
Heinrichsthal ·
Hösbach ·
Johannesberg ·
Kahl am Main ·
Karlstein am Main ·
Kleinkahl ·
Kleinostheim ·
Krombach ·
Laufach ·
Mainaschaff ·
Mespelbrunn ·
Mömbris ·
Rothenbuch ·
Sailauf ·
Schöllkrippen ·
Sommerkahl ·
Stockstadt am Main ·
Waldaschaff ·
Weibersbrunn ·
Westerngrund ·
Wiesen